# Petria Thomas
Petria Ann Thomas OAM (* 25. August 1975 in Lismore, Australien) ist eine australische Schwimmerin. Sie ist dreifache Olympiasiegerin und neunfache Weltmeisterin.
Bei den Commonwealth Games 2002 in Manchester gelang es ihr als erster Athletin überhaupt in der Schwimmlage Schmetterling alle drei (50, 100 und 200 m) Medaillenentscheidungen zu gewinnen, als man dort zum ersten Mal auch die 50-m-Strecke als Wettbewerb einführte.
Bei den Olympischen Spielen 2004 in Athen gewann Thomas die Goldmedaille über 100 m Schmetterling. Sie wurde außerdem Olympiasiegerin mit den australischen Staffeln über 4 × 100 m Freistil und 4 × 100 m Lagen und gewann über 200 m Schmetterling die Silbermedaille. 

## Auszeichnungen
- 2000: Australian Sports Medal
- 2001: Centenary Medal
- 2005: Medaille des Order of Australia für ihre Verdienste um den Sport als Goldmedaillengewinner bei den Olympischen Spielen 2004 in Athen.[1]
- 2007: Aufnahme in die Sport Australia Hall of Fame[2]
- 2010: Aufnahme in die International Swimming Hall of Fame[3]